# Courchamps (Maine i Loara)
Courchamps – miejscowość i gmina we Francji, w regionie Kraj Loary, w departamencie Maine i Loara.
Według danych na rok 2010 gminę zamieszkiwały 464 osoby, a gęstość zaludnienia wynosiła 66 osób/km².